# 知音漫客
《知音漫客》是由知音动漫有限公司主办发行的漫画杂志，创刊于2006年1月1日，主要刊登、连载16开全彩页漫画。价格统一为5元。主要发行于中国大陆地区，读者对象多为中学生。2007年，朱家君（李靖）将知音漫客改为半月刊，2008年改为旬刊每刊64页，2009年10月以后，知音漫客的出版频率改为每周一刊每刊80页。
2020年5月推出合刊，随后在12月改版变更为半月刊。

## 历史
知音漫客创刊于2006年1月1日湖北武汉，母公司为知音传媒，创始人为朱家君（又名李靖），首印10万册，朱家君将初始价格定每册2元。2008年，知音漫客入选中国新闻出版总署扶持原创动漫作品项目，获得20万扶持基金。2010年，知音漫客入选国家新闻出版总署“原动力”中国原创动漫出版扶持计划，2011年知音漫客得到湖北省新闻出版局分配的报刊发展专项引导资金100万元。
2007年10月杂志创办下半月刊，每月发行24万册，投资亏损94万元；2008年10月改为旬刊每刊64页，每月发行84万册，利润260万元；2009年3月，月发行量达到102万册，每期增长10%，而国内外期刊杂志因受金融危机的影响发行量普遍下滑，2009年10月，知音集团斥巨资1000万，知音漫客改为每周一刊每刊80页，收入达2800万元。2010年月杂志发行量达260万份。2012年杂志月发行量突破520万，成为中国第一，世界第三，次于日本《周刊少年Jump》和《周刊少年Magazine》。2013年，知音传媒实现营业收入5.79亿元。期间知音漫客的销售收入为1.96亿元，依托知音漫客的其他动漫期刊和图书销售收入为1.89亿元，年净利润5000余万元，知音漫客的出版物销售收入超越《知音》杂志，占知音传媒总营收的6成多，月发行量650万份，成为中国第一，世界第二。2013年末累计发行近16亿册。2015年，知音漫客占据中国漫画杂志发行80%的市场，月发行量超700万册。
2014年5月25日，知音传媒举报朱家君，朱家君被警方带走调查，同时知音传媒解聘朱家君，而在此前朱家君与知音传媒其他高管不和。最终朱家君因受贿1万被判刑8个月，出狱后朱家君和知音漫客的其他主要创始成员创办了《好漫画》。2014年8月29日，知音董事长胡勋璧因裸官被免职，而知音传媒正计划IPO6.9亿元人民币，其中4.47亿元投资于动漫产业。
2023年5月18日，有网友晒出了湖北省新闻出版局的批复文件，文件显示“湖北知音传媒集团有限公司：你司《关于〈漫客绘心〉〈漫客绘意〉休刊的请示》已收悉，经研究，同意《知音漫客》《漫客绘心》《漫客绘意》休刊”。文件显示休刊时间，从2023年5月至10月。
2025年4月18日，知音漫客官方微博宣布《知音漫客》将于年内复刊。

## 运作
知音漫客的盈利模式有3种：销售版权、广告赢利和衍生品的开发和相关产业赢利。2009年，知音动漫公司成立了知音动漫学院，为动漫业培养人才，同年，公司成立周边部门。2010年，知音传媒斥资一亿元人民币全方位开发《龙族》。2015年5月，知音漫客将上万个漫画优先改编权授予上海“东方二次元”。2015年8月，知音漫客与今日头条合作，推出知音头条。2015年7月，知音漫客举报漫客·龙门赏，长度6万字以上的脚本作品可以参赛，获奖者除了可以获得奖金之外还可以和一线漫画家合作，作品刊登后另付脚本费。在2008年获得的20万扶持基金的基础上，知音传媒出资80万元成立漫客百万基金。知音还创办了《漫客·小说绘》、《漫客·星期天》（后已停刊）、《漫客·绘心》、《漫客·绘意》、《漫客·燃周刊》、《漫客·童话绘》、《漫客·悬疑》等《知音漫客》系列刊物杂志。

## 获奖
| 时间   | 举办方                   | 奖项                             | 备注   | 来源   |
| ------ | ------------------------ | -------------------------------- | ------ | ------ |
| 2008年 | 金翎奖                   | 最佳平面媒体                     |        | [ 5 ]  |
| 2013年 | 中国国家新闻出版广电总局 | 全国百强社科期刊                 |        | [ 36 ] |
| 2013年 | 人民网                   | 全国年度最受读者欢迎的五十种期刊 | 第三名 | [ 37 ] |
| 2015年 | 中国国家新闻出版广电总局 | 全国优秀少儿报刊                 |        | [ 38 ] |